# Hurutshe (peuple)
Pour les articles homonymes, voir Hurutshe.
Les Hurutshe sont une population d'Afrique australe établi au Botswana et en Afrique du Sud. Ils font partie du groupe des Tswana.

## Ethnonymie
Selon les sources on observe les variantes suivantes : Bahurutshe ou Khurutshe.

## Langue
Leur langue est le hurutshe (ou sehurutshe), un dialecte du tswana, une langue bantoue.

### Discographie
- (en) Ritual, greeting, and party songs from the Hurutshe people of Western Transvaal (compil. Hugh Tracey, 1959), Smithsonian Folkways
- (en) Praise and dance songs from the Hurutshe people of Western Transvaal, (compil. Hugh Tracey, 1959), Smithsonian Folkways